# Марченко Оксана Михайлівна
Окса́на Миха́йлівна Ма́рченко (28 квітня 1973 , Чабани, Київська область ) — колишня українська телеведуча, дружина проросійського олігарха Віктора Медведчука, кума президента РФ Володимира Путіна.
19 лютого 2021 року РНБО України запровадила санкції щодо Марченко за фінансування тероризму, збройної та інформаційної агресії Росії щодо України.
Фігурантка бази «Миротворець».

## Життєпис
У 1992 році перемогла на конкурсі непрофесійних телеведучих. 19-річна Оксана стала обличчям телеканалів Ютар і УТ-1, вела програми «Стримані вівторки», «Доброго ранку, Україно!». Під час зйомок познайомилася зі своїм першим чоловіком Юрієм Коржем, сином політика Віталія Коржа. Після заміжжя тимчасово припинила працювати на ТБ.
У 1995 році закінчила історичний факультет педагогічного університету ім. Драгоманова. Після народження сина Богдана повернулася на канал УТ-1 та вела програму «УТН з питань», де познайомилася з проросійським олігархом Медведчуком.
У 2000 році заснувала телевізійну компанію «Омега-ТВ». Вела в ефірі УТ-1 соціально-розважальне шоу «Моя професія», політичне ток-шоу «Час».
У 2003 році повінчалася з Віктором Медведчуком у Фороській церкві (УПЦ МП). Того ж року Оксана ініціює виробництво документального циклу «Імена» — серії програм про відомих осіб, чиї долі переплелися з історією України. Ці програми виходили в ефір на УТ-1, з 2005 року — на «Інтері».
У 2004 році у подружжя народилася донька Дарина, похресниця Володимира Путіна і Світлани Медвєдєвої.
У 2007 році була авторкою та ведучою «Шоу Оксани Марченко», девіз якого — «Настав час бути щасливою». Важливий елемент проєкту — надання допомоги героїням у скрутних ситуаціях. Паралельно з проєктом створено благодійний фонд на підтримку жінок України.
У 2009 році була ведучою шоу «Україна має талант» на «СТБ», а у 2010 році була ведучою масштабного співочого талант-шоу «Ікс-Фактор» («СТБ»).
19 лютого 2021 року президент Зеленський запровадив санкції щодо неї та її сім'ї строком на три роки, що передбачають блокування активів. Після цього Марченко вступила до проросійської партії ОПЗЖ.
18 лютого 2022 року Марченко втекла з України до Білорусі.
7 квітня 2022 року суд арештував активи Марченко. Кошти, отримані від реалізації активів, можуть бути використані для потреб ЗСУ та відбудови зруйнованої інфраструктури. У серпні на Львівщині було заарештувано земельні ділянки вартістю 2 млн грн, що належали компанії Марченко.
23 лютого 2023 року суд арештував майно Марченко на понад 5,6 млрд грн: по 14 % акцій у двох обленерго та 4 % у третьому, якими Марченко володіла через офшорні компанії. Також заарештовано дві земельні ділянки, 4 будинки у Києві та Криму і 10 автомобілів, активи Марченко у 18 компаніях, які вона використовувала для фінансування окупантів.
11 квітня 2023 року МВС України оголосило Марченко в розшук за ст.110-2 ч.3 ККУ — «Фінансування дій, вчинених з метою насильницької зміни чи повалення конституційного ладу або захоплення державної влади». Там також вказано, що вона є особою, яка переховується від органів досудового розслідування. Датою її зникнення вказане 24 березня 2023 року, а місцем — Солом'янський район Києва.

## Кар'єра
- 1992 — Ютар, УТ-1, передачі «Стримані вівторки», «Доброго ранку, Україно!».
- 1998 — «УТН-Панорама» на телеканалі УТ-1.
- 2000 — «Омега-ТВ». Соціально-розважальне шоу «Моя професія», політичне ток-шоу «Час», УТ-1.
- 2003 — «Імена», УТ-1, з 2005 — на «Інтері».
- 2007 — «Шоу Оксани Марченко» на телеканалі «ТЕТ».
- 2009—2014 — «Україна має талант» на телеканалі «СТБ».
- 2010—2017 — «Ікс-Фактор» на телеканалі «СТБ»[16].
- 2017 — реаліті-шоу «Час будувати» (рос. «Время строить») (ведуча) на телеканалі «Інтер».
- 2018 — учасниця шоу «Танці з зірками» на каналі «1+1».

### Фільм «Паломниця»
На початку 2021 року Марченко знялась в серіалі «Паломниця». Серіал «Паломниця» Оксани Марченко з'явився в ефірі телеканалі РПЦ «Спас», гендиректором якого є відвертий українофоб Борис Корчевніков. Зняте кіно починається словами жінки: «Я належу до людей, які пам'ятають Совєтський Союз і сльози мами, коли помер Брєжнєв». У фільмі Марченко поспілкувалася зі священниками РПЦвУ Києво-Печерської лаври і відзначила приємний запах мощей ченця і пояснила, чому в церкву не можна йти з нафарбованими губами. В іншій серії фільму «Паломниця» Марченко прикинулась жебрачкою і стала хрещеною мамою для боксера В'ячеслава Узєлкова. За словами Оксани, на паломництво її благословив глава РПЦвУ митрополит Онуфрій (Березовський).
Боксер Олександр Усик, який знявся в «Паломниці» сказав, що вийшла «якась дурня». Предстоятель ПЦУ митрополит Епіфаній сказав що фільм не дивився, бо він «не дивиться російську пропаганду».

## Нагороди
- 2004 — проєкт «Імена» (автор і ведуча Оксана Марченко) отримав премію «Золоте перо» як найкраща пізнавальна програма на ТБ.
- 2007 — спеціальний диплом від журналу «Теленеделя» «За вміння притягувати до себе зірок» (премія «Телезірка»)[22].
- 2010 — премія «Телетріумф» як найкраща ведуча розважальних проєктів (проєкт «Україна має талант-2»).
- 2011 — премія «Телетріумф» як «Ведучий/ведуча розважальної програми» (проєкт «Ікс-Фактор»).
- 2011 — премія журналу «VIVA!» як «Найкрасивіша жінка України»[22].
- 2010, 2011, 2012 — на церемонії премії «Телезірка» отримує нагороди як «Улюблена ведуча країни розважальних шоу».

## Санкції
19 лютого 2021 року РНБО ввела санкції проти Марченко, її чоловіка Медведчука, його соратника Тараса Козака та його дружини за продаж нафтопродуктів терористичним організаціям Л/ДНР. Також було накладено арешт на майно, включно з 25 % часткою в телеканалах «1+1» і «2+2».
У квітні 2023 року Марченко було оголошено в розшук як особу, що переховувалася від досудового розслідування з 24 березня 2023 року.

## Сім'я
- Чоловік — Віктор Медведчук (побралися у 2003 році), український олігарх і кум Володимира Путіна[25].
- Син — Богдан Марченко, народився 1997 року (від першого шлюбу).
- Онуки — Віктор Марченко, народився 2021 року та Михайло Марченко народився 2023 року.
- Донька — Дарина Медведчук, народилася 2004 року. Похресниця Володимира Путіна й Світлани Медвєдєвої[4].

## Власність
За даними декларації Медведчука, є кінцевим бенефіціаром офшорних фірм, які мають 44 % акцій «Львівобленерго», «Прикарпаттяобленерго». Співвласниця телеканалу «1+1» (2020—2021).
11 вересня 2020 російська компанія «Юг Енерго», що належить Марченко, стала власником компанії «НЗНП Інжиніринг», зареєстрованої в Москві 1 квітня 2020.
Восени 2023 року Марченко відкрила в Росії кіностудію, її директором став колишній продюсер шоу Україна має талант Олексій Басманов.

### Власність у Криму
Марченко із сім'єю відпочиває у Криму, де має чимало нерухомості (Оползневе біля Ялти).

## Критика
6 вересня 2018 року за результатами журналістського розслідування стало відомо, що Оксана Марченко володіє нафтовим бізнесом в Росії. Як стверджують журналісти, вона є кінцевим бенефіціаром та одноосібним власником кіпрської фірми Tumillon Investments LTD, що на 100 % володіє кіпрською Ventolor Holding LTD, яка на 50,1 % володіє «НЗНП Трейд», що добуватиме нафту в Росії. Також кіпрські компанії Марченко володіють часткою в російській компанії «Торговый дом НЗНП», яка спеціалізується на продажу нафтопродуктів.
Розкритикувала впровадження Закону України «Про забезпечення функціонування української мови як державної», заявивши, що українці від цього перетворяться на «німе плем'я третього сорту».
8 лютого 2021 року сайт центру «Миротворець» вніс Марченко до своїх списків.
19 лютого 2021 року РНБО України запровадила санкції щодо Марченко за фінансування тероризму.
Воєнно-політичний оглядач Олександр Коваленко впевнений, що Марченко грає одну з провідних ролей в інформаційній кампанії російських спецслужб.